# Nadia Nakai
Pour les articles homonymes, voir Nakai.
Nadia Nakai Kandava, née Dlamini, née le 18 mai 1990 en Afrique du Sud, est une rappeuse sud-africano-zimbabwéenne.

## Biographie
Son père est sud-africain et sa mère est zimbabwéenne. Celui-ci l'abandonne alors qu'elle est en bas âge, aura une autre famille et émigrera au Canada. Quand elle a 16 ans, son nom de famille est passé de celui de son père, Dlamini, à celui de sa mère, Kandava.
Nakai est élève du Fourways High School à Johannesburg pendant un an puis termine ses études au Kenya ; elle y rencontre alors la rappeuse kenyane, Nazizi, qui l'influence. Elle étudie ensuite pour un diplôme en marketing, communication et études médiatiques à l'université Monash de Johannesburg.

## Carrière
Nakai fait sa première apparition à la télévision dans l'émission hip hop d'e.tv Shiz Niz où elle remporte le concours Mixtape 101, faisant d'elle la première femme à remporter le concours. Elle se fait connaître en septembre 2013, lorsqu'elle sort son premier single Like Me. L'année suivante, elle figure sur le remix de la chanson de Riky Rick, Amantombazane, parmi diverses participations sud-africaines. En juin 2015, après son deuxième single Whatever avec DotCom et Psyfo, Nakai sort son troisième single Saka Wena avec le rappeur Ice Prince.
En août 2016, Nakai annonce avec un extrait son single The Man avec Cassper Nyovest, premier extrait de son EP, Bragga. Bragga sort le 15 septembre 2016. En novembre 2017, Nakai sort son single Naaa Meaan, un duo avec Cassper Nyovest. La chanson est en tête des classements de plusieurs stations de radio en Afrique du Sud. Le 4 novembre 2016, elle anime la partie spéciale au tapis rouge pour MTV Africa lors des MTV Europe Music Awards 2018.
En 2019, Nakai co-anime l'émission hip hop de MTV Base, Yo! MTV Raps South Africa aux côtés du présentateur de télévision Siyabonga Ngwekazi. Le 3 mai 2019, Nakai confirme que son premier album Nadia Naked sortira le 28 juin 2019. Le 18 mai 2019, Imma Boss est le troisième single accompagné de la pochette de l'album. Le 15 octobre 2020, elle sort un documentaire sur Showmax sur la réalisation de l'album Nadia Naked. En mai 2020, elle signe un contrat d'enregistrement avec Def Jam Africa.
Lors de la sixième cérémonie des All Africa Music Awards en 2019, elle remporte le prix de la meilleure artiste féminine. Elle reçoit le prix de la musicienne la plus stylée aux SA Style Awards 2020.
En 2021, Nakai anime la première saison de l'émission télévisée Gen-Z South Africa sur Channel O. En juin 2021, elle quitte Family Tree Records pour créer son propre label, Bragga Records. Aux South African Hip Hop Awards 2021, Nakai reçoit une nomination pour l'Artiste de la décennie.
En 2022, Nakai apparaît dans l'émission de téléréalité originale de Netflix Young, Famous & African.

## Vie privée
Elle avait une liaison avec le rappeur sud-africain AKA lorsque l'homme fut assassiné le 10 février 2023. Elle compte lui dédier un projet musical pour lui rendre hommage.

## Discographie
Album
- Nadia Naked (2019)

EP
- Bragga (2016)